# Vuk Rašović
Vuk Rašović (Dortmund, Alemania Occidental, 3 de enero de 1973) es un exjugador y entrenador de fútbol serbio. Actualmente dirige al Ittihad Kalba de la UAE Pro League.

## Trayectoria

### Como jugador
Rašović comenzó a jugar para los equipos juveniles del Partizán de Belgrado. Jugó profesionalmente, inicialmente, con el FK Rad y el Slavia Sofia búlgaro. Luego regresó Partizán donde jugó de 1998 a 2002. En 2002, se mudó al Krylia Sovetov de Rusia, donde jugó entre 2002 y 2003. En 2004, fichó por equipo de la MLS Kansas City Wizards pero solo jugó en un partido para ellos durante la temporada 2004. Se retiró al cabo de un año a consecuencia de sufrir una lesión.

### Como entrenador
Después de retirarse, Rašović comenzó su carrera como entrenador en el Partizán. Se convirtió en el asistente del entrenador de Goran Stevanović durante la 2009-10 y de Aleksandar Stanojević en la temporada 2010-11. Más tarde, se convirtió en entrenador de la filial del Partizán, Teleoptik.
El 29 de abril de 2013, Rašović fue ascendido como nuevo entrenador del Partizán. Hizo su debut ante el FK Radnički Niš el 2 de mayo de 2013.
Desde diciembre de 2014 hasta el 1 de mayo de 2015, fue director de fútbol del Dinamo Minsk.
En 2018, Rašović fichó por el Al-Dhafra de los Emiratos Árabes Unidos, durante un período de dos años y lograría que se clasificaran para dos finales de la Copa Presidente de Emiratos Árabes Unidos, perdió una y la segunda final fue cancelado debido a la pandemia de COVID-19 en el país árabe. Después de dos años en el club emiratí, fichó por Al-Wahda. Posteriormente, fue destituido en marzo de 2021 debido a los malos resultados tanto en la liga como en la copa.
El 21 de junio de 2021, Rašović fue nombrado entrenador del ascendido Al-Fayha, de Arabia Saudita.En mayo de 2022, obtuvo la Copa del Rey de Campeones luego de vencer al Al-Hilal por 2-1 en la final.
En julio de 2024, fue oficializado como técnico del Ittihad Kalba.

## Clubes

### Como jugador
| Club                 | País           | Año       |
| -------------------- | -------------- | --------- |
| Partizán de Belgrado | Yugoslavia     | 1992-1993 |
| FK Rad Belgrado      | Yugoslavia     | 1993-1997 |
| Slavia Sofia         | Bulgaria       | 1997-1998 |
| Partizán de Belgrado | Yugoslavia     | 1998-2002 |
| Krylia Sovetov       | Rusia          | 2002-2003 |
| Kansas City Wizards  | Estados Unidos | 2004      |

### Como entrenador
| Club                 | País                   | Año           |
| -------------------- | ---------------------- | ------------- |
| Teleoptik            | Serbia                 | 2011-2013     |
| Partizán de Belgrado | Serbia                 | 2013          |
| Dinamo Minsk         | Bielorrusia            | 2015-2016     |
| Napredak Kruševac    | Serbia                 | 2017          |
| Al-Faisaly           | Arabia Saudita         | 2017-2018     |
| Al-Dhafra            | Emiratos Árabes Unidos | 2018-2020     |
| Al-Wahda             | Emiratos Árabes Unidos | 2020-2021     |
| Al-Fayha             | Arabia Saudita         | 2021-2024     |
| Ittihad Kalba        | Emiratos Árabes Unidos | 2024-presente |

## Palmarés

### Como jugador

#### Campeonatos nacionales
| Título                              | Club                 | País       | Año     |
| ----------------------------------- | -------------------- | ---------- | ------- |
| Primera Liga de Serbia y Montenegro | Partizán de Belgrado | Yugoslavia | 1992-93 |
| Copa de Serbia y Montenegro         | Partizán de Belgrado | Yugoslavia | 1997-98 |
| Primera Liga de Serbia y Montenegro | Partizán de Belgrado | Yugoslavia | 1998-99 |
| Copa de Serbia y Montenegro         | Partizán de Belgrado | Yugoslavia | 2000-01 |
| Primera Liga de Serbia y Montenegro | Partizán de Belgrado | Yugoslavia | 2001-02 |

### Como entrenador

#### Campeonatos nacionales
| Título                    | Club                 | País           | Año     |
| ------------------------- | -------------------- | -------------- | ------- |
| Superliga de Serbia       | Partizán de Belgrado | Serbia         | 2012-13 |
| Copa del Rey de Campeones | Al-Fayha             | Arabia Saudita | 2021-22 |